# アルマゲドン (映画)
『アルマゲドン』（Armageddon）は、1998年のアメリカ合衆国のSF映画。タッチストーン・ピクチャーズ提供、ジェリー・ブラッカイマー作品。

## 概要
マイケル・ベイ製作・監督、ジェリー・ブラッカイマーがプロデュースしたパニック映画。
地球に衝突する軌道上にあるテキサス州ほどの大きさの巨大な小惑星を破壊するためにNASAから派遣された、ブルーカラーの深部コア掘削作業員のグループを追う。ブルース・ウィリス、ビリー・ボブ・ソーントン、リヴ・タイラー、ベン・アフレック、ウィル・パットン、ピーター・ストーメア、キース・デヴィッド、オーウェン・ウィルソン、ウィリアム・フィクナー、スティーブ・ブシェミなど出演。

## あらすじ
プロローグ
20世紀末、地球軌道上の宇宙空間で人工衛星を修理中のスペースシャトル「アトランティス」との交信が、突然途絶えた。事故直前の映像を解析した結果、流星雨（Meteor shower）がシャトルを直撃し破壊したことが判明した。この流星雨は地球の大気圏を突破して、アメリカ東海岸からフィンランドに至る範囲に降り注ぎ、ニューヨークなどの都市に壊滅的打撃を与えた。
さらなる観測と調査によって、これはテキサス州の大きさに匹敵する小惑星が、小惑星帯（Asteroid belt）へ衝突したことに伴う流星雨で、しかも問題の小惑星は地球に向かうコースをとっており、約18日後には地球を直撃し、地球環境に致命的打撃を与えバクテリアすら生き残らない死の惑星へ変えてしまうことも判明する。
序盤
NASA（アメリカ航空宇宙局）の科学者が言った。「爆竹を、広げた手のひらの上で爆発させてもやけどするだけだ。だが握った手の中で爆発したらどうなるか」。NASAが立案した衝突を回避する唯一の手段は、小惑星の深部まで穴を掘り、内部で核爆弾を炸裂させて真っ二つに割り、軌道を変えるというものだった。
この作戦を遂行するために「穴掘りのプロ」――すなわち石油採掘のスペシャリスト達が召集される。それは、大男のベアー、ギャンブル狂のチック、女狂いの天才ロックハウンド、大食漢のマックス、カウボーイ風の地質学者オスカー、ガールフレンドが2人いるフレディ、腕は立つが命令無視が多いA.J.、そして、彼らをまとめるハリーら、石油会社「スタンパー・オイル」の8人の社員たちである。そこに、ウィリアム・シャープ、ジェニファー・ワッツを始めとするNASAのスペースシャトルクルー6人を加えた14人が計画に参加した。
NASAの計画は、チタン合金で装甲された新型スペースシャトル「フリーダム」および「インディペンデンス」の2機を打ち上げ、途中でロシア宇宙庁の宇宙ステーションミール（Mir）で燃料である液体酸素を補給、月の軌道で重力アシストをかけ、月の裏側を回ってから加速して、小惑星の後ろから接近するというものである。そのために掘削用車両「アルマジロ」を用意し、ハリーたちはそれらを扱うための辛い訓練を乗り越えた後、チームを半分に分けて新型スペースシャトル2機に分乗し、小惑星へと向かうために飛び立った。
中盤
地球からの発進こそ無事にできたものの、立ち寄った「ミール」の老朽化のせいで、燃料補給中に燃料漏れを起こして火災が発生、チームは危うく爆発に巻き込まれそうになりつつも、間一髪シャトルで脱出した。「ミール」で単独勤務していたロシア人宇宙飛行士のレヴも一行に加わり、手筈通りに月の軌道を通って小惑星の後ろ側へ回り込み、着陸を試みる2機。
ところが、小惑星から放出された大小の岩石が「インディペンデンス」を直撃。同機は操縦不能に陥り、小惑星へ墜落した。乗っていたNASAのクルーや、フレディ、オスカーたちを失うも、A.J.とレヴ、ベアーの3人は生き残り、「アルマジロ」の機銃でシャトルの外壁を打ち破り、ハリーたちの元へと急いだ。途中に深いクレバスがあったが、「アルマジロ」の推進ジェットを使いなんとか越えることができた。
終盤
一方、一応は着陸に成功した「フリーダム」だったが、そこは当初の予定とは異なる硬い酸化鉄の地盤の上であり、掘削作業は難航した。掘削ドリルも、硬い地盤によって次々に折れ、1本を残し全て破損してしまう。
作業の途中、業を煮やしたアメリカ大統領が、作戦に見切りをつけて核爆弾の時限起爆装置を起動させるも、地上にいた良識あるNASAのスタッフやハリーたちの抵抗により、地表での爆発を阻止した。
最後の1本のドリルを用いて掘削を進める「フリーダム」搭載の「アルマジロ」。しかし、小惑星の地殻変動によるガス噴出で吹き飛ばされ、引火したガスによって操縦席にいたマックス諸共爆発炎上してしまう。「アルマジロ」を失い、万事休すと思われたその時、A.J.たちの乗った「インディペンデンス」搭載の「アルマジロ」が煌々とライトを灯して現われ、掘削作業を再開した。
ラスト
掘削した穴は、どうにか小惑星の計画された深さにまで達し、途中に引っ掛かりながらも核爆弾を押し込んで設置した。後はシャトルが離れてから遠隔操作で起爆させるのみという段階まで来たが、地殻変動によって岩石が降り注ぎ、爆破用リモコンが壊れてしまう。
遠隔操作が不可能となったからには、誰かが残って手動で核爆弾を起爆させなければならない。くじ引きの結果、愛娘グレースの恋人であるA.J.が、その役を担うこととなる。しかし、「フリーダム」のハッチから出る直前、見送りに来たハリーが、A.J.の宇宙服に傷をつけて無理矢理役目を代わり、彼を船内へ戻した。
起爆の準備を進めるハリーを尻目に、小惑星からの離陸を試みる「フリーダム」だが、硬着陸や地殻変動の影響によるものかエンジンが起動しなくなっていた。それでも、レヴが「ロシア式の修理」と称してコントロールパネルを叩くと復旧してエンジンが始動し、辛くも離脱に成功。
エンディング
そして、「フリーダム」が小惑星から無事離れたことを確認したハリーは、愛娘グレースに思いを馳せながら起爆スイッチを押す。核爆弾はハリーを巻き込んで爆発した。かくして、小惑星は大気圏突入前に2つに割れて軌道が変わり、地球滅亡の危機は寸前で回避されるのだった。そして、帰還した乗組員たちは英雄として迎えられた。

## 登場人物

### 主要人物
ハリー・スタンパー
家業である石油会社「スタンパー・オイル」の三代目社長。12歳の頃から石油採掘の現場で働き続け、その道では超一流とお墨付きをもらう腕前を持つ。採掘の腕もさることながら、高い統率力とカリスマ性でチームを引っ張るリーダー的存在だが、A.J.が娘と交際していると気づいた時には激昂してショットガンを乱射しながら追いかけ回すなど、型破りな一面がある。「掘削は科学であり芸術だ」という考えを持っており、世界最高の石油採掘人と呼ばれているが、「自分は未熟であり、自分が生きているのは腕のいい部下に恵まれているからだ」と言う謙虚さも併せ持つ。
チックによれば、昔はA.J.のようだったという。
A.J.フロスト
ハリーの部下。若さ故の自信過剰から、自分の勘だけを頼りに行動しスタンドプレイに走ることもあるが、誰もが認めるほどの素質と才能を持つ。ことあるごとにハリーに反発していたが、内心では彼を深く尊敬している。
ハリーには内緒で、彼の娘グレースと交際しているが、ばれてしまい、散弾銃で撃たれそうになりながら追い回された。
A.J.はファーストネームとミドルネームの略だと思われるが、何の略かは公表されておらず、劇中でも「A.J.」の名で呼ばれている。
グレース・スタンパー
ハリーの娘でA.J.の恋人。ハリーからは結婚を反対されている。両親の離婚によって幼少期から母親を知らずに育ち、周りが屈強な男だらけという環境で育ったことに対する反感からか、父親のハリーを「パパ」とは呼ばず「ハリー」と呼び捨てている。

### 石油掘削員
“チック”チャールズ・チャップル
ハリーの右腕的存在で、20年の付き合いになる優秀なエンジニア。空軍の特殊部隊に6年間所属していた経験がある。
ギャンブルが趣味で、それが災いしたのか妻や息子と別居しており、息子はチックの顔を知らずに育っている。
ロックハウンド
女たらしのキザな男。天才を自称するほどの頭脳を持つ地質学者。12歳でウェスティングハウス賞を受賞しており、19歳で論文を出版、22歳の時にはMIT（マサチューセッツ工科大学）で地質学と化学で博士号を取得という輝かしい実績を持つ。大学教授職にも就けたのだが直接的に動くことを好み、自分の頭脳を現場で活かしたかったことと、爆発物を扱えるという理由から石油採掘業に携わっているという。だがそれだけに、キレて常軌を逸した行動をする危険性も秘めている。
グレースによると、初潮を迎えた時には一緒に台北へタンポンを買いに行き、使い方も教えた。
小惑星着陸時には着陸地点の鉄鉱脈を分析し掘削に貢献したが、以降は活躍するシーンがほとんどなく、錯乱してガトリング機関銃を撃ち始めるなど奇行に走り、シャトル内にテープで拘束されてしまった。
ジャイティス・カーリーン
通称「ベアー」。サウスダコタ州で大型バイクを走らせるのが趣味の屈強で大柄な黒人。見た目に反して情に厚く非常に涙もろい。ハリーとの付き合いは10年。
身体検査の際、中性脂肪とコレステロール値が共に異常なほど高いために医者から注意を受けた。
オスカー・チョイ
カウボーイを気取る陽気なテキサス男。エルパソの郊外に牧場を所有している。浮世離れした風貌だが、地質学に豊富な知識を持つ。小惑星破壊計画を聞いた際には、一同の中で「こいつは男の仕事だ」と誰よりも乗り気だった。「インディペンデンス」墜落時に死亡する。
ロック・バンドのジェスロ・タルのファンだが、「（同バンドの）ボーカルのイアン・アンダーソンの名前がジェスロ・タルだと勘違いしている人が多いことが我慢ならない」と劇中で発言している。
マックス・レンナート
通称「ドリラーマックス」。肥満気味な青年。マザコンの気があるのか、登場時には腕に「愛しいママ」というタトゥーを彫っていた。ドーナッツと、スコットランドの伝統料理ハギスが大好物。
「フリーダム」搭載の掘削機「アルマジロ」で作業を行っていたが、地殻変動によってガスが噴出する際に逃げ遅れ、爆死してしまう。
フレディ・ヌーナン
採掘メンバーの一人。オーストラリア訛りで喋る喧嘩っ早い性格の人物として描かれている。なぜか1人だけ小惑星採掘メンバー収集のシーンがなく、登場場面が少ない。詳細は不明だが、「インディペンデンス」墜落時にオスカーと共に死亡。ラストの結婚式のシーンでは左端に殉職者として写真が掲げられている。

### NASA関係者
ダン・トルーマン
NASA総指揮官。強い意志の持ち主で、大統領命令や軍の圧力に屈することなくハリーたちをサポートする。足に障害があり、装具を付けている。若い頃は宇宙飛行士の候補生を目指していたが、前述のハンディから技術部に行くしかなかったという過去があり、飛行士への憧れは現在でも薄れていない。
ロナルド・クインシー
NASAに属する宇宙物理学の天才科学者。小惑星対策会議の席で「小惑星に穴を掘り、核爆弾を埋め込んで爆破する」という案を出した張本人。大統領科学顧問とは同じ学校（MIT）の同期生という間柄だが、本人曰く「宇宙物理学に関しては自分が優等生で、顧問は劣等生」とのこと。
ウォルター・クラーク
NASA幹部職員で、トルーマンの部下。
キムジーらの手で時限起爆装置が起動させられた際には、コンソールを介してカウントダウンの一時停止コマンドを送り、妨害する。結局は発覚と共に席を外され、コマンドも取り消されたが、時間稼ぎにはなった。

### アメリカ合衆国政府
アメリカ合衆国大統領
クインシー曰く「宇宙物理学の劣等生」である大統領科学顧問の案を鵜呑みにし、トルーマンら現場の反対を押し切ってキムジーに核爆弾の起爆を命じるなど、頑迷な人物として描かれている。
キムジー将軍
アメリカ空軍総司令官。トルーマン達に大統領顧問が出した小惑星に対する核ミサイル攻撃案を提出するが、却下される。ハリー達をゴロツキ扱いしており、当初から好感を持ってはいなかった。楽観的な考えはしない人物だが、軍人故か大統領に対して忠実すぎる一面もある。

#### スペースシャトルX-71型「フリーダム」乗組員
ウィリアム・シャープ大佐
機長。宇宙飛行のプロだが掘削には疎く、空軍が作成した「掘削予定カード」を鵜呑みにするような部分もある。また、アメリカ空軍所属であるからか少々ドライな一面もあり、それらのことから当初はハリーとしばしば対立していたが、徐々に彼を信頼し、協力するようになる。娘が2人いる。
ジェニファー・ワッツ
副操縦士。ロックハウンドやベアーの認める「いい女」だが、男勝りな性格。
グルーバー
乗組員。小惑星に埋め込み、遠隔操作により爆発させる核爆弾の担当要員。爆弾設置中に死亡。

#### スペースシャトルX-71型「インディペンデンス」乗組員
デイビス
機長。
タッカー
副操縦士。
ハルジー
乗組員。核爆弾担当要員。

### ロシア宇宙庁
レヴ・アンドロポフ大佐
ロシアの宇宙ステーション「ミール」に単独で18カ月滞在中のロシア人宇宙飛行士。爆発事故に際して「インディペンデンス」へ避難し、以後は他の乗組員たちと行動を共にする。エンストしたフリーダム号のエンジンをレンチで叩いて起動させる。
自分の一族きっての天才である叔父を尊敬しており、それ故彼の写真に他人が手を触れることすら嫌がる。ステーションが爆発する寸前に叔父の写真だけは何とか回収していた。
ちなみに本人曰く、叔父の功績は「核ミサイルの弾頭にある、誘導装置（ニューヨークやワシントンを探知する装置、と言及）を開発した」こと。

### その他
グラップ・スタンパー
ハリーの父親。ハリーの先代の社長だったが、現在は現役を退き療養生活を送っている。しかし、本人は自分はいつでも現場に戻れると語っている。
劇場公開の際には登場シーンがカットされたが、後に2002年6月15日フジテレビ系『ゴールデンシアター』にて未公開シーンとして放送された。小説版にも同様の形で登場している。
カール
地球に衝突する小惑星の第一発見者。元海軍という経歴の天体観測マニアで、妻ドティに対しては亭主関白気味。
NASAに小惑星について通報した折、小惑星の発見者権限で名前を妻と同じく「ドティ」と命名する。その理由として「最低のクソ女だ。誰も逃げられない」と続けて本人に呆れられたが、本当に採用された模様。しかし、最終的には小惑星は「グローバル・キラー（地球規模の殺人者）」と呼ばれるようになり、日本を含む各国の報道の中でもそう呼ばれていた。

## キャスト
| 役名                     | 俳優                         | 日本語吹替                                  | 日本語吹替                                                           | 日本語吹替 | 日本語吹替 |
| 役名                     | 俳優                         | ソフト版                                    | フジテレビ版                                                         | 日本テレビ版 | テレビ朝日版 |
| ------------------------ | ---------------------------- | ------------------------------------------- | -------------------------------------------------------------------- | --- | --- |
| ハリー・スタンパー       | ブルース・ウィリス           | 諸角憲一                                    | 村野武範                                                             | 内田直哉 | 内田直哉 |
| A・J・フロスト           | ベン・アフレック             | 大滝寛                                      | 小杉十郎太                                                           | 楠大典 | 楠大典 |
| グレース・スタンパー     | リヴ・タイラー               | 藤貴子                                      | 石塚理恵                                                             | 小林沙苗 | 小林沙苗 |
| チック・チャップル       | ウィル・パットン             | 手塚秀彰                                    | 屋良有作                                                             | 立木文彦 | 立木文彦 |
| ロックハウンド           | スティーヴ・ブシェミ         | 林一夫                                      | 青山穣                                                               | 我修院達也 | 我修院達也 |
| ジャイティス・カーリーン | マイケル・クラーク・ダンカン | 乃村健次                                    | 宝亀克寿                                                             | 郷里大輔 | 郷里大輔 |
| オスカー・チョイ         | オーウェン・ウィルソン       | 世古陽丸                                    | 松本保典                                                             | 土田大 | 土田大 |
| マックス・レンナート     | ケン・キャンベル             | 後藤史彦                                    | 塩屋浩三                                                             | 桜井敏治 | 桜井敏治 |
| フレディ・ヌーナン       | クラーク・ブローリー         | 小森創介                                    | 辻親八                                                               | 西凛太朗 | 西凛太朗 |
| ダン・トルーマン         | ビリー・ボブ・ソーントン     | 堀部隆一                                    | 池田勝                                                               | 岩崎ひろし | 岩崎ひろし |
| レヴ・アンドロボフ       | ピーター・ストーメア         | 後藤敦                                      | 江原正士                                                             | 斎藤志郎 | 斎藤志郎 |
| ウィリアム・シャープ     | ウィリアム・フィクナー       | 伊藤昌一                                    | 大塚芳忠                                                             | 中田譲治 | 中田譲治 |
| ジェニファー・ワッツ     | ジェシカ・スティーン         | 藤生聖子                                    | 塩田朋子                                                             | 沢海陽子 | 沢海陽子 |
| グルーバー               | グレイソン・マッコーチ       | 竹若拓磨                                    | 山野井仁                                                             | 三宅健太 | 三宅健太 |
| デイビス                 | マーシャル・R・ティーグ      |                                             | 立木文彦                                                             | 平尾仁 | 平尾仁 |
| タッカー                 | アンソニー・ギデラ           |                                             | 中田和宏                                                             | 福山廉士 | 福山廉士 |
| ハルジー                 | グレッグ・コリンズ           |                                             |                                                                      | | |
| ロナルド・クインシー     | ジェイソン・アイザックス     | 松井範雄                                    | 山路和弘                                                             | 五代高之 | 五代高之 |
| ウォルター・クラーク     | クリス・エリス               | 伊井篤史                                    | 稲葉実                                                               | 谷昌樹 | 谷昌樹 |
| キムジー                 | キース・デイヴィッド         | 御友公喜                                    | 銀河万丈                                                             | 江原正士 | 江原正士 |
| アメリカ合衆国大統領     | スタンリー・アンダーソン     | 村田則男                                    | 中村正                                                               | 稲垣隆史 | 稲垣隆史 |
| グラップ・スタンパー     | ローレンス・ティアニー       |                                             | 坂口芳貞                                                             | | |
| カール                   | ジョン・メイホン             | 園江治                                      | 藤本譲                                                               | | |
| モリー                   | ショウニー・スミス           |                                             | 小林優子                                                             | 水城レナ | 水城レナ |
| デッティ                 | グレイス・ザブリスキー       | 中澤やよい                                  | 沢田敏子                                                             | | |
| チャック                 | ハリー・ハンフリーズ         |                                             | 島香裕                                                               | | |
| デニース                 | ジュディス・ホーグ           | 園田恵子                                    | 田中敦子                                                             | 五十嵐麗 | 五十嵐麗 |
| ピート・シェルビー       | イアン・クイン               |                                             | 小室正幸                                                             | | |
| バイクメッセンジャー     | エディ・グリフィン           | 小森創介                                    | 檀臣幸                                                               | 姫野惠二 | 姫野惠二 |
| サモア人                 | K・C・レオミティ             | 川津泰彦                                    | 天田益男                                                             | 水内清光 | 水内清光 |
| 心理学者                 | ウド・キア                   |                                             | 西村知道                                                             | | |
| STI職員                  | マイケル・ベイ               |                                             | 中田和宏                                                             | | |
| マロイ                   | マット・マロイ               | 浜田賢二                                    | 西村知道                                                             | | |
| バンクス博士             | ジョン・アイルウォード       |                                             | 千田光男                                                             | | |
| ケルソー少将             | ジェームズ・ハーパー         |                                             | 長島雄一                                                             | | |
| タクシー運転手           | マーク・カリー               | 鉄野正豊                                    | 岩崎ひろし                                                           | | |
| 観光客                   | 松田聖子                     | 中澤やよい                                  | 三浦智子                                                             | 神田朱未 | 神田朱未 |
| 観光客                   | ゲディ・ワタナベ             |                                             | 樫井笙人                                                             | | |
| ナレーション             | チャールトン・ヘストン       | 堀部隆一                                    | 坂口芳貞                                                             | 中田譲治 | 大塚明夫 |
| その他声の出演           |                              | 得丸伸二 青木鉄仁 村田あつき                | 大川透 古田信幸 亀井芳子 遠藤純一 木村雅史                           | 後藤哲夫 井上肇 村松康雄 火野カチ子 三波伸一 掛川裕彦 松井範雄 小山武宏 中博史 鳥畑洋人 喜田あゆ美 新垣樽助 渡辺英雄 奥田啓人 | 後藤哲夫 井上肇 村松康雄 火野カチ子 三波伸一 掛川裕彦 松井範雄 小山武宏 中博史 鳥畑洋人 喜田あゆ美 新垣樽助 渡辺英雄 奥田啓人 |
| 日本語版制作スタッフ     |                              |                                             |                                                                      | | |
| 演出                     |                              | 福永莞爾                                    | 伊達康将                                                             | 木村絵理子 | 木村絵理子 |
| 翻訳                     |                              | 佐藤恵子                                    | 松崎広幸                                                             | 松崎広幸 | 松崎広幸 |
| 録音                     |                              | 高久孝雄                                    | オムニバス・ジャパン                                                 | オムニバス・ジャパン | オムニバス・ジャパン |
| 録音制作                 |                              | 東北新社                                    |                                                                      | | |
| 調整                     |                              | 高久孝雄                                    | 田中和成                                                             | 田中和成 | 田中和成 |
| 効果                     |                              |                                             | リレーション                                                         | サウンドボックス | サウンドボックス |
| 担当                     |                              |                                             |                                                                      | 稲毛弘之 松本良子 （東北新社）                                                                                                | 稲毛弘之 松本良子 （東北新社）                                                                                                |
| 制作監修                 |                              | 岡本企美子                                  |                                                                      | | |
| 制作                     |                              | DISNEY CHARACTER VOICES INTERNATIONAL, INC. | 東北新社                                                             | 東北新社 | 東北新社 |
| 初回放送                 |                              |                                             | 2002年6月15日 『ゴールデンシアター』 （20:03-22:54） 本編約140分20秒 | 2004年1月9日 『金曜ロードショー』 （21:03-23:44）                                                                             | 2012年5月13日 『日曜洋画劇場』 （21:00-23:24）                                                                                |

- ニューヨークを観光する日本人役で松田聖子がカメオ出演している。相手の男役はゲディ・ワタナベ（彼はノンクレジット）。松田が出演していることも非常に有名であり、TV放映時にも記事でネタにされることがある[8]。
- テレビ朝日版は日本テレビ版の冒頭のナレーションを差し替えただけでその他は同じ。テレビ朝日版ではラストに流れる主題歌のI DON'T WANT TO MISS A THINGの日本語訳の歌詞が字幕で表示された。
- 現在日本語吹替はフジテレビ版の音源は消失しており、日本テレビ版も2時間枠用にカットされた音源しか残っていない[9]。
- BSテレ東では上記の事情を考慮し、ブルース・ウィリス演ずるハリー・スタンパー役に樋浦勉もしくは磯部勉（共にウィリスの担当声優として知られている[10]）を起用し、新録吹替を制作する企画があったが、権利元の都合により実現しなかった[11]。

## 地上波放送履歴（ゴールデンタイムのみ）
| 回数 | 放送日         | 放送時間    | 放送分数 | 放送局     | 番組枠             | 吹替         |
| ---- | -------------- | ----------- | -------- | ---------- | ------------------ | ------------ |
| 1    | 2002年6月15日  | 20:00-22:54 | 174分    | フジテレビ | ゴールデンシアター | フジテレビ版 |
| 2    | 2004年1月9日   | 21:03-23:44 | 161分    | 日本テレビ | 金曜ロードショー   | 日本テレビ版 |
| 3    | 2005年2月5日   | 21:00-23:44 | 164分    | フジテレビ | プレミアムステージ | フジテレビ版 |
| 4    | 2007年10月14日 | 21:00-23:24 | 144分    | テレビ朝日 | 日曜洋画劇場       | 日本テレビ版 |
| 5    | 2009年1月31日  | 21:00-23:20 | 140分    | フジテレビ | 土曜プレミアム     | フジテレビ版 |
| 6    | 2010年9月17日  | 21:00-22:54 | 114分    | 日本テレビ | 金曜ロードショー   | 日本テレビ版 |
| 7    | 2012年5月13日  | 21:00-23:24 | 144分    | テレビ朝日 | 日曜洋画劇場       | テレビ朝日版 |
| 8    | 2013年10月26日 | 21:00-23:10 | 130分    | フジテレビ | 土曜プレミアム     | フジテレビ版 |
| 9    | 2023年3月17日  | 21:00-22:59 | 119分    | 日本テレビ | 金曜ロードショー   | 日本テレビ版 |

## 登場する機体
インディペンデンス号 / フリーダム号
NASAと空軍が極秘に開発した新型スペースシャトル。機体番号はX-71。操縦には最低2名必要。チタン合金に覆われた頑丈なボディに最新のテクノロジーを駆使した機体。
実際のスペースシャトルとは異なり、やや下反角が付いた主翼は途中から上反角が付いている。機首側面の小さな先尾翼、垂直尾翼付け根両端にスタビライザーのようなもの、メインエンジン上面にロケットブースターを搭載。小惑星着陸時の降着装置はソリ式（地球帰還時はタイヤ式）。またドッキングポートの場所が異なっていたり、底面には貨物区画からアルマジロを搬出するための扉や乗組員用のエレベーターが搭載されている。
使用部品は「ミール」と同じく台湾製であり、「アメリカのシャトルも（ロシアの宇宙ステーションと）同じ方法で修理できる」と豪語するレヴは故障箇所をスパナで殴っただけで直してみせた。
インディペンデンス号は小惑星着陸間際、小惑星から放出された岩石と衝突してエンジンを損傷し、墜落した。
モンスター・アルマジロ
本項で「アルマジロ」と呼称する、NASAが火星探査のために設計した2輪1組の車輪を左右に3つずつ備えた12輪車。
ドリルの操作担当はマックスとA.J.。
真空空間でも乗り降りが可能なエアロックと、無重力下でも問題なく動けるスラスターを備え、800ターボ馬力を出せる掘削用キャリアとして装備を切り詰めたが、なぜかガトリング砲を搭載している。劇中では少なくとも3人は搭乗することが出来るレカロ社製のバケットシートを採用するなど、ハリー達が目の当たりにした際には無駄なものが多すぎた。
劇中の会話によると、設計図やアイディアを設計したハリーの許可を得ずに盗んだ（クインシーは「宇宙に特許は無い」と嘯く）ドリルは正確に組み立てられていない。また、シャトルごとに変速機2個とドリル5個を用意したが、掘った場所が鉄鉱脈だった「フリーダム」の搭載物は損壊。「インディペンデンス」の最後の1つでかろうじて目標深度まで掘りあげた。
ミール
シャトルの補給基地として登場したロシアの宇宙ステーション。スラスターで回転することによって重力を発生できる。11年前から軌道上にあるため、トルーマン曰く「NASA職員の車より古い」内部の部品は錆びついたものが多い。本編では、燃料補給の緊急停止用レバーが折れたことで液体酸素の漏出を止められず、火災の原因となった。
アトランティス号
序盤に登場するスペースシャトル。人工衛星の修理中に流星雨の直撃で爆散。

## スタッフ
- 監督：マイケル・ベイ
- 製作総指揮：ジョナサン・ヘンズリー、ジム・ヴァン・ウィック、チャド・オーマン
- 製作：ジェリー・ブラッカイマー、ゲイル・アン・ハード、マイケル・ベイ
- 原案：ロバート・ロイ・プール、ジョナサン・ヘンズリー
- 脚本：ジョナサン・ヘンズリー、J・J・エイブラムス
- 編集：マーク・ゴールドブラット、クリス・レベンゾン、グレン・スキャントルベリー
- 衣装：マイケル・カプラン、マガーリ・ギダッシ
- 主題歌：Aerosmith「I DON'T WANT TO MISS A THING」
- 音楽：トレヴァー・ラビン
- ミキシング：ジョージ・マッセンバーグ
- 視覚効果：フレームストアCFC、ティペット・スタジオ、シネサイト、デジタル・ドメイン、ドリームクエスト・イメージズ、ブルースカイ／VIFX、マットワールド・デジタルほか

## 製作
『ツイスター』（1996年）で、久々にパニック映画がヒットした事を受けて、企画された映画の一つ。このため、設定の似た映画『ディープ・インパクト』が、2カ月前に全米公開されている。この2作品の設定・物語の一致は、アメリカの映画作りのシステムに原因がある。アメリカ映画では、1つの映画作品に20～30人の脚本家が関わるという制作方法をとるため、同じアイデアをもとにして別々の映画会社でそれぞれが製作が開始された。
他の仕事を抱える中、本作の制作を任されたベイ監督は16週間という短期間で撮影を行い作品を完成させた。慌ただしい中、限られた期間で制作を行わざるをえなかった事について、映画ファンに弁明を述べている。撮影では、NASAからの直接的な支援を受けている。
競合作品である『ディープ・インパクト』は彗星衝突という「シチュエーション」を前面に出した作品であり、地球での混乱を描いたパニック映画となっている。それと比較すると本作は、ショットの切り替わりの頻繁なカメラワークなどに見られるように、「キャラクター」を前面に押し出したヒーローアクション中心の作品であり、宇宙での衝突回避を描いたパニック映画と言える。
また、科学的考証は二の次にされている。例えば、下記のような点が挙げられる。
- 質量がせいぜい地球の千分の一程度の天体なのに、地球と同じような重力下の歩行ができる。
- 質量の割には、人間が持ち運べる程度の核爆弾で分裂破壊できる。
- 着陸に失敗して破壊したスペースシャトルの残骸から、炎が出ている。
- 地球と同じ程度の太陽からの距離なのに、極めて暗い。

### 脚本の変遷
『アウトブレイク』（1995年）のロバート・ロイ・プールによる「Premonition（予言）」という脚本が本作のシナリオの源流となった。その内容は小惑星が地球に落ちてくると予言し続ける主人公の物語であり、プロデューサーのゲイル・アン・ハードはこの脚本に目をつけていたが、このシナリオがスタジオ側が求めるアクション色が無かったために企画は塩漬けになっていた。
この解決策を思いついたのが、『ダイ・ハード3』（1995年）の脚本を手掛けたゲイル・アン・ハードの夫でもあるジョナサン・ヘンズリーだった。ヘンズリーは、『ヘルファクター』（1986年）のモデルになった油田事故対策の専門家ポール・アデアをモデルにした映画を作りたいと考えていたため、そのアイデアと「Premonition」の物語を合体させ、NASAでも解決できない問題を石油採掘員が解決するという物語に大きく改変した。
ヘンズリーはこのアイデアを「ザ・ロック」（1996年）をヒットさせたばかりのマイケル・ベイに持ち込み、これを気に入ったマイケル・ベイと共にディズニースタジオに持ち込み、製作が決定した。タイトル決定の際、ベイとヘンズリーが口にした「ハルマゲドン」という言葉が会長ジョー・ロスの耳に残り、「アルマゲドン」というタイトルが決定した。しかしジョエル・シルバーが「アルマゲドン」というタイトル権利を既に取得していたため、ディズニースタジオは「ファーザーズ・デイ」と「陰謀のセオリー」をトレードに出して権利を取得した。

### キャスティング
当初、ジョー・ロスは主役にスターを起用しないという方針だったが、同時期に『ディープ・インパクト』が製作中であることを知り、対抗するために看板スターの起用を決めた。ハリー・スタンパー役にはアーノルド・シュワルツェネッガーやショーン・コネリーの起用も考えられていたが、当時ディズニーとの間に出演契約を結んでいたブルース・ウィリスに決定した。

### 音楽
ヒロイン役のリヴ・タイラーの父親スティーヴン・タイラーが率いるエアロスミスが歌うテーマ曲「ミス・ア・シング（I DON'T WANT TO MISS A THING）」も全米ヒットチャートで4週連続1位を記録した。

## 主な受賞
興行的には成功したものの、映画としての評価は散々なものであった。
エアロスミスが歌うテーマ曲「ミス・ア・シング（I DON'T WANT TO MISS A THING）」は賛否を大きく分け、アカデミー賞の歌曲賞とゴールデンラズベリー賞の最低主題歌賞に同時ノミネートされる珍事となった。
- 第71回アカデミー賞（1998年）
  - ノミネート：歌曲賞 - "I Don't Want to Miss a Thing"
  - ノミネート：録音賞 - キース・A・ウェスター、ケヴィン・オコネル、グレッグ・P・ラッセル
  - ノミネート：音響編集賞 - ジョージ・ワッターズ二世
  - ノミネート：視覚効果賞 - リチャード・R・フーヴァー、ジョン・フレイジャー、パット・マクラング
- 第19回ゴールデンラズベリー賞（1998年）
  - 受賞：最低男優賞 - ブルース・ウィリス
  - 受賞：最低スクリーン・カップル賞 - ベン・アフレック＆リヴ・タイラー
  - ノミネート：最低作品賞
  - ノミネート：最低監督賞 - マイケル・ベイ
  - ノミネート：最低脚本／ジョー・エスターハス不名誉賞 - ジョナサン・ヘンズリー、J・J・エイブラムス
  - ノミネート：最低助演女優賞 - リヴ・タイラー
  - ノミネート：最低主題歌賞 - "I Don't Want to Miss a Thing"
- 第21回スティンカーズ最悪映画賞（1998年）
  - 受賞：最悪の主演男優賞 - ブルース・ウィリス
  - 受賞：最悪のカップル賞 - ベン・アフレック＆リヴ・タイラー
  - ノミネート：最悪の助演女優賞 - リヴ・タイラー
  - ノミネート：最悪な総収益1億ドル以上の作品の脚本賞
  - ノミネート：最悪のインチキな言葉づかい賞 - ブルース・ウィリス

## 科学的検証による相違点
- 小惑星の発見が非現実的に遅すぎる。
- 管制室とのやり取りに時間のズレは生じてないが、実際は発信から受信まで時間のズレが生じる。
- 小惑星程度の小さな重力ではシャトルで立つことは出来ない。
- 小惑星に着陸するときに”Coming in Hot"（猛スピードだ）"と言っているが、着陸経験が無いので早いのか遅いのかは分からないはず。
- 着陸時に機体を上げて減速しているように描かれているが、小惑星には空気が無いのでそれでは減速できない。
- 後方のエンジンが作動しているが、ガスタンクを失っているので燃料が無いはず。
- 着陸する場合は後方のエンジンで加速しつづける意味が無い。
- 人類の核爆弾の技術の威力だけでは、到底小惑星を２分割できない。
- 小惑星が太陽系に入る前に二分割出来なければ、軌道を変えることは出来ない[13]。

## DVD「アルマゲドン コレクターズ・エディション」
本編ディスクには劇場公開版より約2分長いディレクターズ・カット版の本編が収録されている。これにはハリーがシャトル打ち上げ前に父親に会いに行くシーンが追加されているほか、細かいカットが追加または削除されている。日本語吹き替えは未収録。マイケル・ベイ、ジェリー・ブラッカイマー、ブルース・ウィリス、ベン・アフレックによる音声解説が収録されている。2002年6月15日、フジテレビ系『ゴールデンシアター』にて『特別編』としてハリーと父親のシーンが付け加えられた本編が放映された。

## ノベライズ
- 竹書房『アルマゲドン』M.C. ボーリン（著）石田享 （訳）